# Ursus arctos crowtheri
L'orso dell'Atlante (Ursus arctos crowtheri Schinz, 1848) è una sottospecie estinta dell'orso bruno, diffusa un tempo sulla catena montuosa dell'Atlante, dalla Tunisia al Marocco. 
Si trattava dell'unico orso presente in Africa, in cui giunse dal Vicino Oriente durante il Pleistocene, nel corso dello stesso processo migratorio che riguardò anche il Cervus elaphus barbarus, la iena striata e la Capra nubiana. Alcuni considerano l'orso dell'Atlante una specie a sé stante (Ursus crowtheri), tuttavia, la mancanza di esemplari conservati a scopo di studio rende impossibile verificare questa ipotesi.

## Descrizione
Stando alle descrizioni realizzate durante i secoli XVIII e XIX, era una sottospecie di dimensioni ridotte, con un peso massimo stimato di 450 kg; la colorazione era marrone-nerastra con aree più chiare tendenti al rosso nella zona ventrale. La gobba che caratterizza gli orsi bruni risultava molto ridotta o addirittura assente nell'orso dell'Atlante, che contrariamente ad altre sottospecie presentava un muso relativamente corto e di colore scuro anziché giallastro; altra caratteristica di questo animale erano gli artigli di lunghezza ridotta.

## Estinzione

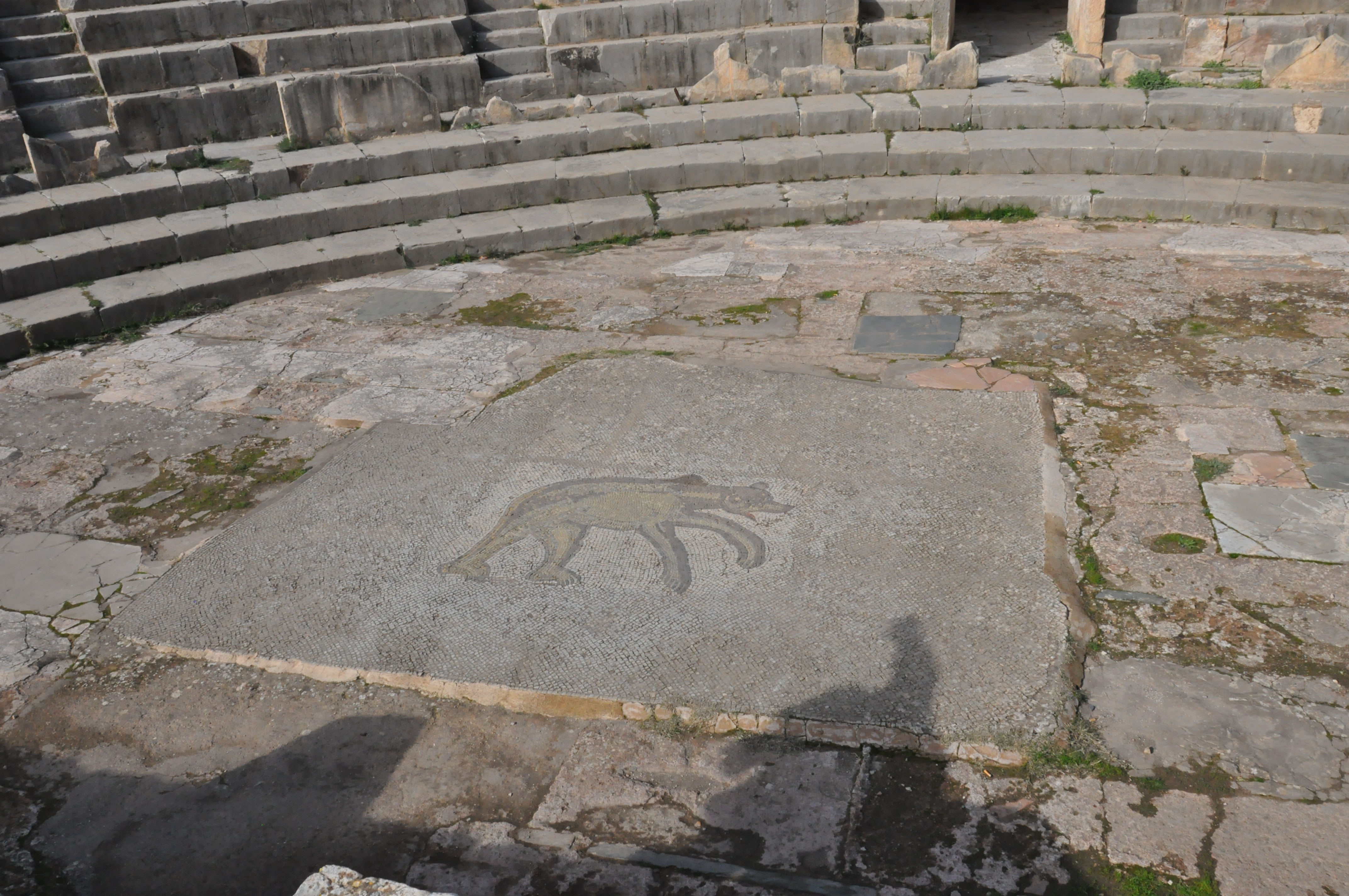
Mosaico nel teatro di Bulla Regia (Tunisia).

Fonti romane riferiscono come un tempo questo animale fosse molto diffuso sull'Atlante, all'epoca ricoperto per la maggior parte da boschi di pini. Se ne ritrovano alcune rappresentazioni in mosaici romani della zona ed è probabile che alcuni esemplari fossero utilizzati durante i combattimenti nelle arene. Nel XVIII secolo, quando si ebbero le prime descrizioni scientifiche dell'animale, la popolazione degli orsi dell'Atlante era già sensibilmente ridotta a causa della caccia e della distruzione dell'habitat.
A quanto pare, il re del Marocco, intorno al 1830, possedeva un orso dell'Atlante; un altro esemplare fu donato al giardino zoologico di Marsiglia. Quest'ultimo servì per lo studio della sottospecie negli anni quaranta dell'Ottocento, fino ad attribuirle un nome scientifico nel 1844. L'ultima notizia certa sulla presenza dell'orso dell'Atlante in cattività risale al 1867, quando ne fu documentata la presenza presso Edough, lungo il confine tra il Marocco e l'Algeria. Con tutta probabilità, quest'ultimo nucleo non sopravvisse al XX secolo.